# Perry Mason (série de téléfilms)
Pour les articles homonymes, voir Perry Mason.
The New Perry Mason Perry Mason (série télévisée, 2020)
Perry Mason (Perry Mason Returns ou Perry Mason TV movies) est une série de 30 téléfilms américains chacun d'une durée de 90 minutes, diffusée entre le 1er décembre 1985 et le 5 mai 1995 sur le réseau NBC.
C'est une suite à la série télévisée Perry Mason de 1957. 
En France, la série a été diffusée à partir du 17 juillet 1988 sur Antenne 2. Elle a été rediffusée à partir de septembre 1991 sur La Cinq qui a ensuite programmé des inédits. De 1994 au 4 mars 2005 sur TF1, elle est rediffusée avec à sa suite des épisodes inédits. Puis, nouvelle rediffusion du 24 septembre 2006 au 2 septembre 2007 sur M6 et du 7 septembre 2009 au 27 décembre 2012 sur France 3 a été programmée.

## Synopsis
Cette série met en scène le retour de Perry Mason, célèbre avocat de Los Angeles.

## Distribution
- Raymond Burr (VF : Jacques Berthier) : Perry Mason (26 épisodes jusqu'à sa mort en septembre 1993)
- Barbara Hale (VF : Martine Sarcey) puis (VF : Lily Baron) : Della Street
- William Katt (VF : Edgar Givry) : Paul Drake Junior
- William R. Moses (VF : Jean-Philippe Puymartin) : Ken Malansky

### Acteurs récurrents
- Charles Macaulay: juge

- James McEachin (VF : Henry Djanik) : inspecteur Brock ( jusqu'en 1993)

- Betsy Jones-Moreland : juge

## Production

### Développement
Après une pause de 20 ans, un projet de série de plusieurs téléfilms sous le titre Perry Mason Returns est annoncé.

### Casting
En 1985, Raymond Burr reprend son rôle de Perry Mason, célèbre avocat de la défense de Los Angeles, durant les 26 premiers téléfilms jusqu'à son décès en 1993. De 1993 à 1995, Paul Sorvino et Hal Holbrook tiennent les rôles principaux, en remplacement de Raymond Burr, pour les quatre derniers téléfilms. Paul Sorvino tient le rôle d'Anthony Caruso lors du premier restant puis Hal Holbrook celui de Bill « Wild Bill » McKenzie pour les trois derniers. À cette occasion, la fin de la série de téléfilms a été diffusée sous le titre A Perry Mason Mystery,.

## Épisodes
1. Meurtre en famille / Le Retour de Perry Mason (Perry Mason Returns) (1985)
2. Meurtre à l'archevêché (The Case of the Notorious Nun) (1986)
3. Meurtre en direct (The Case of the Shooting Star) (1986)
4. L'Affaire de l'amour perdu (The Case of the Lost Love) (1987)
5. Le Mauvais Esprit (The Case of the Sinister Spirit) (1987)
6. Qui a tué Madame ? (The Case of the Murdered Madam) (1987)
7. L'Affaire des feuilles à scandales[9]  (The Case of the Scandalous Scoundrel) (1987)
8. La Femme qui en savait trop (The Case of the Avenging Ace) (1988)
9. La Dame du lac (The Case of the Lady in the Lake) (1988)
10. Meurtre en circuit fermé (The Case of the Lethal Lesson) (1989)
11. Meurtre à Broadway (The Case of the Musical Murders) (1989)
12. Le Mauvais Joueur (The Case of the All-Star Assassin) (1989)
13. Le Verre empoisonné (The Case of the Poisoned Pen) (1990)
14. Nostalgie meurtrière (The Case of the Desperate Deception) (1990)
15. La Dernière Note (The Case of the Silenced Singer) (1990)
16. La Gamine insupportable (The Case of the Defiant Daughter) (1990)
17. L'Affaire des ambitions perdues (The Case of the Ruthless Reporter) (1991)
18. L'Affaire du complot diabolique (The Case of the Maligned Mobster) (1991)
19. Le Cercueil de verre (The Case of the Glass Coffin) (1991)
20. Un éditorial de trop (The Case of the Fatal Fashion) (1991)
21. L'Affaire des tableaux posthumes (The Case of the Fatal Framing) (1992)
22. La Robe rouge (The Case of the Reckless Romeo) (1992)
23. Le Mariage compromis (The Case of the Heartbroken Bride) (1992)
24. La Formule magique (The Case of the Skin-Deep Scandal) (1993)
25. Meurtre en FM (The Case of the Telltale Talk Show Host) (1993)
26. Baiser mortel (The Case of the Killer Kiss) (1993); dernier film avec Raymond Burr, et le film lui est dédié.
27. Les Dames de cœur[10] (The Case of the Wicked Wives) (1993, avec Paul Sorvino (Anthony Caruso) diffusé le 26 juin 1995 sur TF1)
28. Échec à la dame[11] (The Case of the Lethal Lifestyle) (1994, avec Hal Holbrook (« Wild Bill » McKenzie) diffusé le 24 novembre 1998 sur TF1)
29. titre français inconnu (The Case of the Grimacing Governor) (1994, avec Hal Holbrook)
30. titre français inconnu (The Case of the Jealous Jokester) (1995, avec Hal Holbrook)